# Маусса, Карлос
Карлос Маусса (англ. Carlos Maussa, 19 ноября 1971, Монтерия, департамент Кордова, Колумбия) — колумбийский боксёр-профессионал, выступающий в 1-й полусредней весовой категории Чемпион мира в 1-й полусредней (версия WBA, 2005) весовой категории.

## 2000—2005
Дебютировал в июле 2000 года.
В декабре 2003 года проиграл нокаутом в 8-м раунде Мигелю Анхелю Котто.
В декабре 2004 года Маусса уступил по очкам малоизестному Артуро Моруа.

## 2005-06-25Карлос Маусса —Вивиан Харрис
- Место проведения:  Боардуолк Холл, Атлантик-Сити, Нью-Джерси, США
- Результат: Победа Мауссы нокаутом в 7-м раунде в 12-раундовом бою
- Статус:  Чемпионский бой за титул WBA в 1-м полусреднем весе (4-я защита Харриса)
- Рефери: Эрл Браун
- Время: 0:43
- Вес: Маусса 63,00 кг; Харрис 63,00 кг
- Трансляция: HBO PPV
- Счёт неофициального судьи: Харольд Ледерман (58-56 Маусса)

В июне 2005 года Карлос Маусса вышел на ринг против чемпиона мира в 1-м полусреднем весе по версии WBA Вивиана Харриса. В начале 7-го раунда колумбиец встречным левым хуком попал в челюсть Харрису. Тот попятившись, упал на канвас возде канатов. Маусса добавил по лежащему противнику ещё сверху правый свинг, который пришёлся в канат. Рефери оттащил колумбийца от чемпиона. Харрис не успел подняться на счёт 10. Рефери зафиксировал нокаут. Поединок проходил в рамках шоу, организованного телеканалом HBO, главным событием которого был бой Флойд Мейвезер - Артуро Гатти.

## 2005—2006
В ноябре 2005 года Маусса был нокаутирован в 9-м раунде в объединительном поединке чемпионом мира в 1-м полусреднем весе по версии IBF Рикки Хаттоном
В августе 2006 года колумбиец проиграл по очкам малоизвестному Мануэлю Гарнисе.

## 2007-11-10Виктор Ортис —Карлос Маусса
- Место проведения:  Мэдисон Сквер Гарден, Нью-Йорк Сити, Нью-Йорк, США
- Результат: Победа Ортиса нокаутом в 1-м раунде в 10-раундовом бою
- Статус:  Рейтинговый бой
- Рефери: Джонни Каллас
- Время: 1:47
- Вес: Ортис 64,20 кг; Маусса 64,40 кг
- Трансляция: HBO PPV

В ноябре 2007 года Карлос Маусса встретился с Виктором Ортисом. В середине 1-го раунда левым кроссом Ортис, попав Мауссе в челюсть, послал его на канвас. Маусса не смог подняться на счет 10, и рефери остановил бой. Поединок проходил в рамках шоу, организованного телеканалом HBO, главным событием которого был бой Мигель Анхель Котто - Шейн Мосли.